# 프리마담
《프리마담》(プリマダム)은 2006년 4월 12일부터 같은 해 6월 21일까지 방송된 일본의 텔레비전 드라마이다. 닛폰 TV 방송망에서 매주 수요일 22:00에 총 11화 방송되었다.

## 출연진
- 만다 카나 - 쿠로키 히토미
- 쿠라하시 란코 - 나카모리 아키나
- 쿠라하시 하루오 - 나카지마 유토